# Tmarus karolae
Tmarus karolae là một loài nhện trong họ Thomisidae.
Loài này thuộc chi Tmarus. Tmarus karolae được miêu tả năm 1964 bởi Jézéquel.